# Conselho Supremo da República Popular de Donetsk
Conselho Supremo ou Conselho Popular da República Popular de Donetsk (em russo:  Народный Совет Донецкой Народной Республики) - de acordo com a Constituição da República Popular de Donetsk, o parlamento unicameral da República Popular de Donetsk é o órgão legislativo (representativo) supremo e único permanente do poder estatal da República Popular de Donetsk.